# Journeyman
Journeyman — одиннадцатый студийный альбом блюз-рок музыканта Эрика Клэптона, изданный в 1989 году.

## Об альбоме
Journeyman знаменует избавление Клэптона от алкогольной зависимости, которой музыкант страдал в середине 80-х. Альбом в основном звучит в духе электронного рока 80-х и классического блюза. Композиция «Bad Love» достигла 1 строчки в чарте Hot Mainstream Rock Tracks и принесла исполнителю премию Грэмми в номинации «Лучшее мужское вокальное рок исполнение». «Pretending» также достигла 1 места, на котором продержалась 5 недель («Bad Love» — 3 недели). Хотя по своему выходу Journeyman имел весьма скромный коммерческий успех, в итоге он стал первым 2×платиновым альбомом Клэптона. Journeyman также является одним из любимых альбомов самого Эрика.

## Список композиций
| №   | Название                 | Автор(ы)                           | Длительность |
| --- | ------------------------ | ---------------------------------- | ------------ |
| 1.  | «Pretending»             | Джерри Линн Уильямс                | 4:48         |
| 2.  | «Anything for Your Love» | Джерри Линн Уильямс                | 4:16         |
| 3.  | «Bad Love»               | Эрик Клэптон и Мик Джонс           | 5:11         |
| 4.  | «Running on Faith»       | Джерри Линн Уильямс                | 5:27         |
| 5.  | «Hard Times»             | Рэй Чарльз                         | 3:00         |
| 6.  | «Hound Dog»              | Джерри Лейбер и Майк Столлер       | 2:26         |
| 7.  | «No Alibis»              | Джерри Линн Уильямс                | 5:32         |
| 8.  | «Run So Far»             | Джордж Харрисон                    | 4:06         |
| 9.  | «Old Love»               | Эрик Клэптон и Роберт Крэй         | 6:25         |
| 10. | «Breaking Point»         | Мартин Грэбб и Джерри Линн Уильямс | 5:37         |
| 11. | «Lead Me On»             | Сесил Уомак и Линда Уомак          | 5:52         |
| 12. | «Before You Accuse Me»   | Бо Диддли                          | 3:55         |

Изъятый материал
| №  | Название               | Длительность |
| -- | ---------------------- | ------------ |
| 1. | «Forever»              |              |
| 2. | «Don’t Turn Your Back» |              |
| 3. | «Something About You»  |              |

## Чарты и сертификация
| Страна         | Место |
| -------------- | ----- |
| Австралия      | 27    |
| Великобритания | 2     |
| Германия       | 9     |
| Италия         | 11    |
| Канада         | 7     |
| Новая Зеландия | 43    |
| Норвегия       | 2     |
| США            | 16    |
| Франция        | 17    |
| Швейцария      | 7     |
| Швеция         | 3     |
| Япония         | 29    |

| Страна         | Ассоциация | Статус       |
| -------------- | ---------- | ------------ |
| Великобритания | BPI        | Платиновый   |
| Канада         | CRIA       | Платиновый   |
| Нидерланды     | NVPI       | Золотой      |
| США            | RIAA       | 2×платиновый |
| Франция        | SNEP       | Золотой      |
| Швейцария      | IFPI       | Золотой      |